# ألفرد هيرتز
ألفرد هيرتز (بالإنجليزية: Alfred Hertz)‏ هو موزع أمريكي، ولد في 15 يوليو 1872 في فرانكفورت في ألمانيا، وتوفي في 17 أبريل 1942 في سان فرانسيسكو في الولايات المتحدة.

## وصلات خارجية
- ألفرد هيرتز على موقع ميوزك برينز (الإنجليزية)
- ألفرد هيرتز على موقع أول ميوزيك (الإنجليزية)
- ألفرد هيرتز على موقع ديسكوغز (الإنجليزية)